# Antonio Corso
Antonio Corso (* 1. April 1916 in San Ramón, Departamento Canelones; † 25. März 1985 in Maldonado) war ein uruguayischer Geistlicher und römisch-katholischer Bischof von Maldonado-Punta del Este.

## Leben
Antonio Corso empfing am 29. Oktober 1939 das Sakrament der Priesterweihe für das Erzbistum Montevideo.
Am 30. Juli 1958 ernannte ihn Papst Pius XII. zum Titularbischof von Moglaena und bestellte ihn zum Weihbischof in Montevideo. Der Apostolische Nuntius in Uruguay, Erzbischof Alfredo Pacini, spendete ihm am 28. Oktober desselben Jahres die Bischofsweihe; Mitkonsekratoren waren der Erzbischof von Montevideo, Antonio María Barbieri OFMCap, und der Bischof von Melo, José Maria Cavallero.
Am 26. Februar 1966 ernannte ihn Papst Paul VI. zum ersten Bischof von Maldonado-Punta del Este.
Antonio Corso nahm an allen vier Sitzungsperioden des Zweiten Vatikanischen Konzils teil.